# Gazza (Musiker)

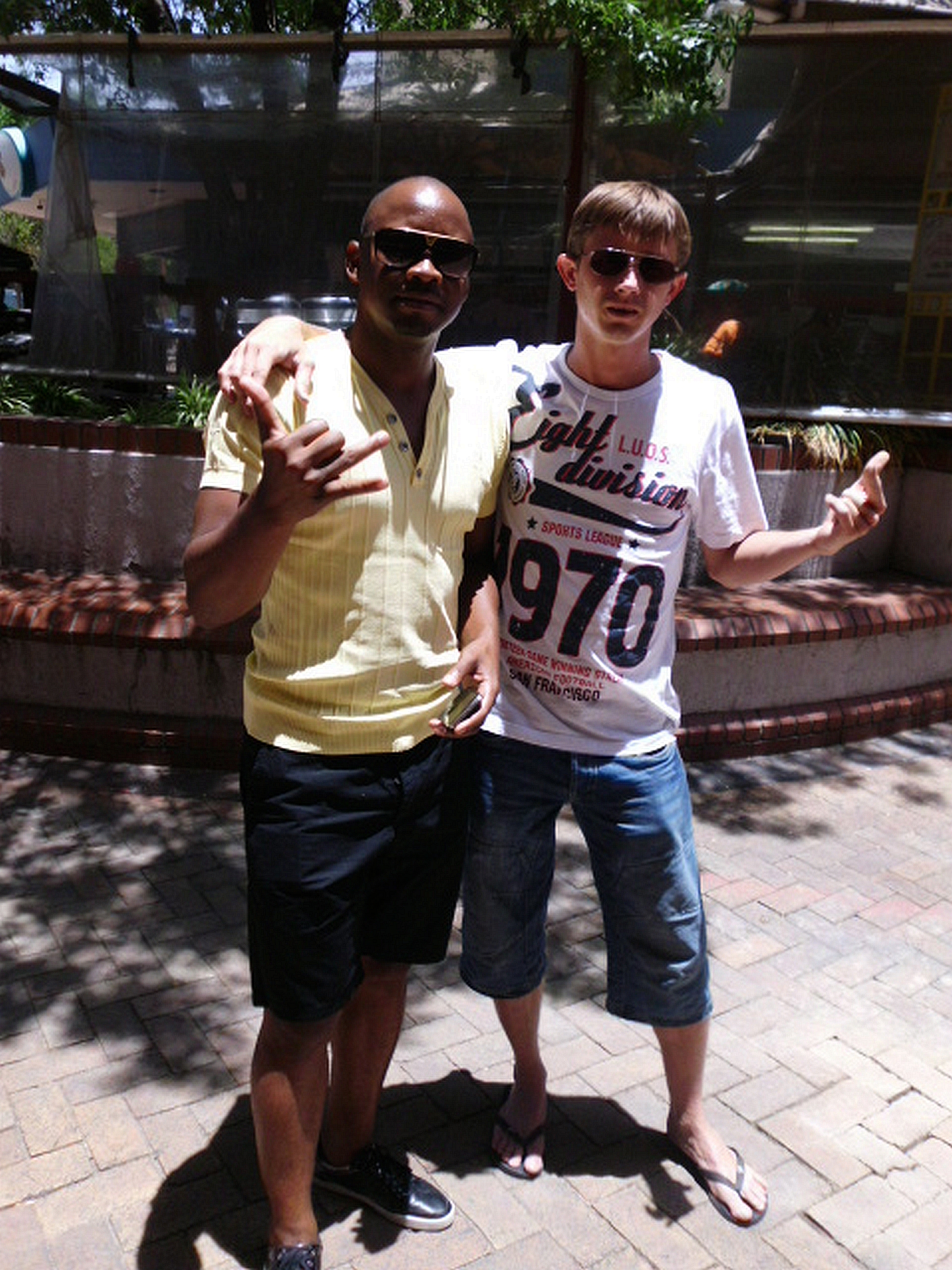
Gazza (links) mit deutschem Fan in der Windhoeker Post Street Mall (2013)

Gazza, bürgerlich Lazarus Ndeshimona Shiimi (* 10. März 1977 in Oshakati), ist ein namibischer Musiker und Interpret des Kwaito.
Seinen Künstlernamen Gazza erhielt Shiimi bereits in seinen Jugendjahren in der Form eines Spitznamens, als er noch aktiv Fußball spielte und aufgrund seiner angeblichen Fähigkeiten auf dem Spielfeld von seinen Mannschaftskameraden in Anlehnung an das damalige englische Fußballidol Paul Gazza Gascoigne den Spitznamen Gazza erhielt.
Für Musik hatte sich Gazza schon seit dem frühen Kindesalter interessiert und war deshalb seit der Grundschule in Chören und Bands aktiv.
Gazza ist auch Musikproduzent und Songwriter. Er interpretiert ausschließlich selbstgeschriebene Werke.
Gazza wurde zusammen mit sieben Geschwistern von einer alleinerziehenden Mutter großgezogen und wuchs in relativ ärmlichen Verhältnissen auf. Sein Vater war früh gestorben, und Gazza verbrachte daraufhin einen Großteil seiner Jugend mit dem Hüten von Ziegen.

## Musikalische Ausrichtung
Gazzas frühe Vorbilder während seiner Jugend waren vor allem MC Hammer und Vanilla Ice. Er begann nach seinem Schulabschluss zunächst ein Studium der Wirtschaftswissenschaften im südafrikanischen Kapstadt, für das seine gesamte Familie gespart hatte. Dennoch brach er dieses Studium nach kurzer Zeit ab und kehrte nach Namibia zurück. Dort arbeitete er als Gelegenheitsarbeiter und komponierte nebenher seine ersten musikalischen Werke.
Gazza war bis zur Findung seines eigentlichen musikalischen Stils, dem Kwaito, in jungen Jahren in vielen unterschiedlichen Musikrichtungen aktiv. Im Nachhinein trugen diese Erfahrungen zu seiner heutzutage stark ausgeprägten Fähigkeit bei, verschiedene Stilrichtungen in seine musikalischen Werke einfließen zu lassen. Im Gegensatz hierzu verfolgte Gazza aber hinsichtlich der thematischen Inhalte seiner Musik seit jeher eine klare Linie, wobei bevorzugt das Leben der ärmeren Namibier sowie das Leben in ärmeren Stadtvierteln thematisiert wird. Ein weiteres Merkmal von Gazzas Musik ist die immer wiederkehrende Kombination von modernen und traditionellen Rhythmen in ein und demselben Lied.

### Gegenwart
Mit bis heute (Stand ?) offiziell mehr als 26.000 verkauften Tonträgern ist Gazza mittlerweile zum kommerziell erfolgreichsten namibischen Musiker aufgestiegen. Sein 2010 veröffentlichtes Album Cosa Nostra (La Familia), welches in einer Auflage von 6000 Einheiten auf den Markt kam, ist 2012 ausverkauft und als Original in Namibia nicht mehr erhältlich.
Mit einer Million Aufrufen für sein Musikvideo Chelete im Jahr 2019 durchbrach Gazza erstmals diese magische Grenze.

### Live-Auftritte und Medienwirksamkeit
Gazza ist aufgrund seiner Popularität mittlerweile in fast jedem afrikanischen Land live aufgetreten und trat auch außerhalb Afrikas auf.
In Namibia ist Gazza über die Jahre zu einer konstant in Printmedien, Rundfunk und Fernsehen präsenten, öffentlichen Person geworden.

### Rivalitäten und Kritik
Seit vielen Jahren besteht zwischen den beiden namibischen Musiklabels GMP und Mshasho eine große Rivalität. Diesbezüglich entließ Gazza in der Vergangenheit immer wieder Musiker aus seinem Label, welche seiner Ansicht nach zu eng an Mshasho heranrückten.
Allerdings wurde in jüngster Zeit auch vermehrt Kritik aus dem Innenleben des GMP-Labels an die Öffentlichkeit getragen, wobei vor allem die angebliche schlechte Bezahlung der mit dem Label assoziierten Künstler hervorgehoben wurde. Außerdem soll Gazza im Bezug auf den persönlichen Erfolg von durch ihn geförderten „Newcomern“ tendenziell extrem eifersüchtig reagieren und internationalen Auftritten derselben zum Teil erhebliche Hürden in den Weg stellen. Diese Kritik weitet sich inzwischen sogar auf die zahlreichen, von Gazza sozial unterstützen Projekte aus, da potenziell Begünstigte zunehmend den angeblichen Egoismus von Gazza öffentlich zur Sprache bringen.
Im Oktober 2010 wurde Gazza vom namibischen Künstler Jericho, welcher zuvor bezüglich der Rivalität zwischen GMP und Mshasho in den Augen von Gazza abtrünnig geworden war, bezichtigt, einen Mordanschlag auf ihn angeordnet zu haben. Gazza wies sämtliche Vorwürfe zurück.

### Musikproduzent
2003 rief Gazza sein eigenes Musiklabel ins Leben, das GMP, kurz für Gazza Music Productions cc. Von Anfang an betrachtete er sein Musiklabel als eine Plattform, welche jungen namibischen Künstlern die Darbietung, Förderung und Erweiterung ihrer musikalischen Fähigkeiten ermöglichen sollte. Eine neue Generation von namibischen Musikern soll demnach zielstrebig durch das GMP-Label gefördert werden.

## Diskographie
- Tanauka (2004)[1]
- Zula 2 Survive (2004)[1]
- Stof-lap-Chikapute (2005)[1]
- GMP Till I Die (Doppel-Album, 2007)[1]
- Cosa Nostra (La Familia) (2010)[1]
- The Boss (2011)[8]

## Sonstiges
In Zusammenarbeit mit der First National Bank engagiert sich Gazza für die nachhaltige Bildung junger Namibier sowie für Verkehrssicherheit. Gazza ist seit längerer Zeit ein offizieller Botschafter des namibischen Bildungsministeriums. Im Rahmen von Regierungsprojekten wie Future Forward & Future Save hat er mittlerweile mehr als 30 namibische Schulen besucht, um die Bedeutung einer umfassenden Bildung hervorzuheben.
Außerdem setzt sich Gazza als Mitglied des Team Namibia für den bevorzugten Kauf von Produkten ein, welche in Namibia produziert werden, um auf diesem Wege zu allgemeinem Wohlstand und Wirtschaftswachstum beizutragen.